# Hans Kudszus
Hans Kudszus (* 7. Juli 1901 in Schleswig; † 13. April 1977 in Berlin) war ein deutscher Schriftsteller und Aphoristiker.

## Biographie
Hans Kudszus wurde am 7. Juli 1901 als Sohn des Offiziers Max Kudszus und dessen Ehefrau Bertha geboren. Nach dem Besuch der Domschule und des Gymnasiums in Schleswig studierte er 18 Semester lang an verschiedenen Orten Philosophie, Mathematik und Physik; einen Abschluss erwarb er nicht. Kudszus arbeitete anschließend als Hauslehrer und kaufmännischer Angestellter. Während des Zweiten Weltkrieges war er Soldat und kam 1945 in Kriegsgefangenschaft. Seit 1947 lebte er in Berlin(-West) als freier Schriftsteller. Im Tagesspiegel publizierte er Essays, Rezensionen und Aphorismen, für die er 1963 mit dem Deutschen Kritikerpreis ausgezeichnet wurde. 1967 wurde ihm auf Initiative des Berliner Philosophen Wilhelm Weischedel die Ehrendoktorwürde der FU Berlin verliehen. Theodor W. Adorno schrieb ein lobendes Gutachten (abgedruckt in: Das Denken bei sich; s. bei „Werke“). Unter anderem heißt es dort: „Kudszus ist von einer wahrhaft geistigen Produktivität, die sich in ganz außerordentlich geprägten und substantiellen Aphorismen niedergeschlagen hat, deren Gehalt manche dicken Bücher aufwiegt.“
Auf Anregung des Schriftstellers und Herausgebers Joachim Günther entstand 1970 der Aphorismenband Jaworte, Neinworte. Das Vorwort schrieb der mit Kudszus befreundete Schriftsteller Dieter Hildebrandt. Trotz seiner Publikationen und Auszeichnungen erlangte Kudszus keine hohe Popularität. Diverse Umstände machten in den letzten Jahren längere Krankenhausaufenthalte erforderlich. Kudszus starb am 13. April 1977 in Berlin. Für ihn selbst gilt: „Es gibt ein Glück der Abstraktion, das nicht mehr eines Lebensglückes bedarf, weil das Denkenkönnen des Unglücks das subtilste Glück des Denkens ist“ (Der Tagesspiegel vom 25. März 1962).

## Nachlass
In seinem Nachlass fanden sich rund eintausend Aphorismen, von denen etwa dreihundert in dem Band Das Denken bei sich im Jahr 2002 veröffentlicht wurden. Das Vorwort schrieb wiederum Dieter Hildebrandt.

## Werke
- Die Kunst versöhnt mit der Welt, in: Über Theodor W. Adorno, Frankfurt am Main 1968.
- Jaworte, Neinworte. Aphorismen. Frankfurt a. M.: Suhrkamp, 1970.
- Das Denken bei sich. Aphorismen. Köln: Matto, 2002, ISBN 3-936392-00-5 (griech. Ausgabe: Hē skepsē monachē, Athēna 2006).